# 奧切雷強卡 (切爾尼亞希夫市鎮)
50°32′12″N 28°42′29″E / 50.53667°N 28.70806°E
奧切雷強卡（羅馬化：Ocheretianka）是烏克蘭北部的村莊，隸屬日托米爾州的日托米爾區。該村始建於1640年，面積1.66平方公里，海拔高度199米，2001年人口317，人口密度每平方公里190.62人。